# دونالدس (كارولاينا الجنوبية)
دونالدس (بالإنجليزية: Donalds, South Carolina)‏ هي بلدة أمريكية تقع في الولايات المتحدة في مقاطعة أبفيل. يقدر عدد سكانها بـ 348 نسمة ومساحتها 2.17 كم2 وترتفع عن سطح البحر 232 متر.

## التركيبة السكانية
حدّد مكتب تعداد الولايات المتحدة بيانات التركيبة السكانية لدونالدس في تعداد الولايات المتحدة. في ما يلي، التركيبة السكانية حسب تعدادي 2000 و2010.

### تعداد عام 2000
بلغ عدد سكان دونالدس 354 نسمة بحسب تعداد عام 2000، وبلغ عدد الأسر 134 أسرة وعدد العائلات 95 عائلة مقيمة في البلدة. في حين سجلت الكثافة السكانية 163.1 نسمة لكل كيلومتر مربع (422.4/ميل2). وبلغ عدد الوحدات السكنية 152 وحدة بمتوسط كثافة قدره 70 لكل كيلومتر مربع (181.3/ميل2).
وتوزع التركيب العرقي للبلدة بنسبة 83.62% من البيض و14.97% من الأمريكيين الأفارقة و0.28% من سكان جزر المحيط الهادئ و1.13% من عرقين مختلطين أو أكثر و1.98% من الهسبانيون أو اللاتينيون من أي عرق.
بلغ عدد الأسر 134 أسرة كانت نسبة 38.1% منها لديها أطفال تحت سن الثامنة عشر تعيش معهم، وبلغت نسبة الأزواج القاطنين مع بعضهم البعض 50% من أصل المجموع الكلي للأسر، ونسبة 15.7% من الأسر كان لديها معيلات من الإناث دون وجود شريك،  بينما كانت نسبة 5.2% من الأسر لديها معيلون من الذكور دون وجود شريكة وكانت نسبة 29.1% من غير العائلات. تألفت نسبة 26.9% من أصل جميع الأسر من عدة أفراد يعيشون في نفس المنزل ونسبة 11.9% كانت تتألف من شخص يعيش بمفرده يبلغ من العمر 65 عاماً أو أكثر. وبلغ متوسط حجم الأسرة المعيشية 2.64، أما متوسط حجم العائلات فبلغ 3.22.
بلغ العمر الوسطي للسكان 33.9 عاماً. وكانت نسبة 27.4% من القاطنين تحت سن الثامنة عشر، وكانت نسبة 7.1% بين الثامنة عشر والرابعة والعشرين عاماً، ونسبة 33.6% كانت واقعةً في الفئة العمرية ما بين الخامسة والعشرين والرابعة والأربعين عاماً، ونسبة 16.1% كانت ما بين الخامسة والأربعين والرابعة والستين، ونسبة 15.8% كانت ضمن فئة الخامسة والستين عاماً فما فوق. يوجد لكل 100 أنثى 90.3 ذكر، ويوجد لكل 100 أنثى في الثامنة عشر من عمرها فما فوق 81.0 ذكر.
بلغ متوسط دخل الأسرة في البلدة 32,083 دولارًا، أما متوسط دخل العائلة فبلغ 35,417 دولارًا. وكان متوسط دخل الذكور 32,045 دولارًا مقابل 17,321 دولارًا للإناث. وسجل دخل الفرد الخاص بالبلدة 14,333 دولارًا. وكانت نسبة 9% من العائلات ونسبة 12% من السكان تحت خط الفقر، وكان من هؤلاء نسبة 18.1% تحت سن الثامنة عشر ونسبة 0% في الخامسة والستين من العمر وما فوق.

### تعداد عام 2010
بلغ عدد سكان دونالدس 348 نسمة بحسب تعداد عام 2010، وبلغ عدد الأسر 135 أسرة وعدد العائلات 95 عائلة مقيمة في البلدة. في حين سجلت الكثافة السكانية 160.4 نسمة لكل كيلومتر مربع (415.4/ميل2). وبلغ عدد الوحدات السكنية 156 وحدة بمتوسط كثافة قدره 71.9 لكل كيلومتر مربع (186.2/ميل2).
وتوزع التركيب العرقي للبلدة بنسبة 82.18% من البيض و13.79% من الأمريكيين الأفارقة و0.57% من الأمريكيين ذوي الأصول الآسيوية و1.72% من الأعراق الأخرى و1.72% من عرقين مختلطين أو أكثر و1.44% من الهسبانيون أو اللاتينيون من أي عرق.
بلغ عدد الأسر 135 أسرة كانت نسبة 37% منها لديها أطفال تحت سن الثامنة عشر تعيش معهم، وبلغت نسبة الأزواج القاطنين مع بعضهم البعض 45.9% من أصل المجموع الكلي للأسر، ونسبة 18.5% من الأسر كان لديها معيلات من الإناث دون وجود شريك،  بينما كانت نسبة 5.9% من الأسر لديها معيلون من الذكور دون وجود شريكة وكانت نسبة 29.6% من غير العائلات. تألفت نسبة 28.9% من أصل جميع الأسر من عدة أفراد يعيشون في نفس المنزل ونسبة 12.6% كانت تتألف من شخص يعيش بمفرده يبلغ من العمر 65 عاماً أو أكثر. وبلغ متوسط حجم الأسرة المعيشية 2.58، أما متوسط حجم العائلات فبلغ 3.14.
بلغ العمر الوسطي للسكان 38.1 عاماً. وكانت نسبة 27.3% من القاطنين تحت سن الثامنة عشر، وكانت نسبة 6.9% بين الثامنة عشر والرابعة والعشرين عاماً، ونسبة 26.7% كانت واقعةً في الفئة العمرية ما بين الخامسة والعشرين والرابعة والأربعين عاماً، ونسبة 23.6% كانت ما بين الخامسة والأربعين والرابعة والستين، ونسبة 15.5% كانت ضمن فئة الخامسة والستين عاماً فما فوق. وتوزع التركيب الجنسي للسكان بنسبة 46.6% ذكور و53.4% إناث.